# ان‌جی‌سی ۷۰۸۵
ان‌جی‌سی ۷۰۸۵ (انگلیسی: NGC 7085) یک کهکشان مارپیچی است که در فاصله ۳۶۵ میلیون سال نوری از زمین در صورت فلکی اسب بزرگ قرار دارد. کهکشان NGC 7085 توسط ستاره شناس آلبرت مارت در ۳ اوت ۱۸۶۴ کشف شد.